# 韦克菲尔德的牧师
《韦克菲尔德的牧师》（英語：The Vicar of Wakefield）是爱尔兰作家奥立佛·高德史密斯发表于1766年的小说， 也是他撰写的唯一一部小说。这部小说是维多利亚时期最流行的18世纪小说之一，在多部文学作品中都有提及，比如乔治·艾略特的《中迈镇》（George Eliot's Middlemarch），简·奥斯丁的《爱玛》，狄更斯的《双城记》，夏洛特·勃朗特的《教授》和《维莱特》（The Professor, Villette），路易莎·梅·奥尔科特的《小妇人》（Louisa May Alcott's Little Women）等等。

## 内容摘要
中年的牧师和他的妻子及6个孩子在乡村教区过着田园诗般的美好生活。他们谦虚行善，广受爱戴。某天，牧师突然得知他们的投资代理破产了，并卷走了他们家的所有积蓄。于是，不得不迁居他乡，另觅生计。此后，厄运不断，坏事连连，几乎沦落到丧女、无家、入狱的地步。但是牧师坚持自己对真，善和主的诚信。最终，自有权威者出面惩恶扬善，使牧师之家过上更富足的生活。

## 评析
小说的情节和《圣经》中约伯（Job）的故事有不少相似之处，信奉主的牧师经过各种厄运的考验，最终真善而得到回报。
历来，《韦克菲尔德的牧师》被认为是一部感性小说，展示了作者坚信‘性本善’的观点。同时，也有观点认为，这是一部讽刺‘感性小说’的小说：因为牧师的价值观道德观显然不合时世，‘恶’在现实世界里是不可避免。牧师最终得以逃过不幸，还是借助显赫威廉·嵩合爵士的帮助。